# Tihomir Orešković

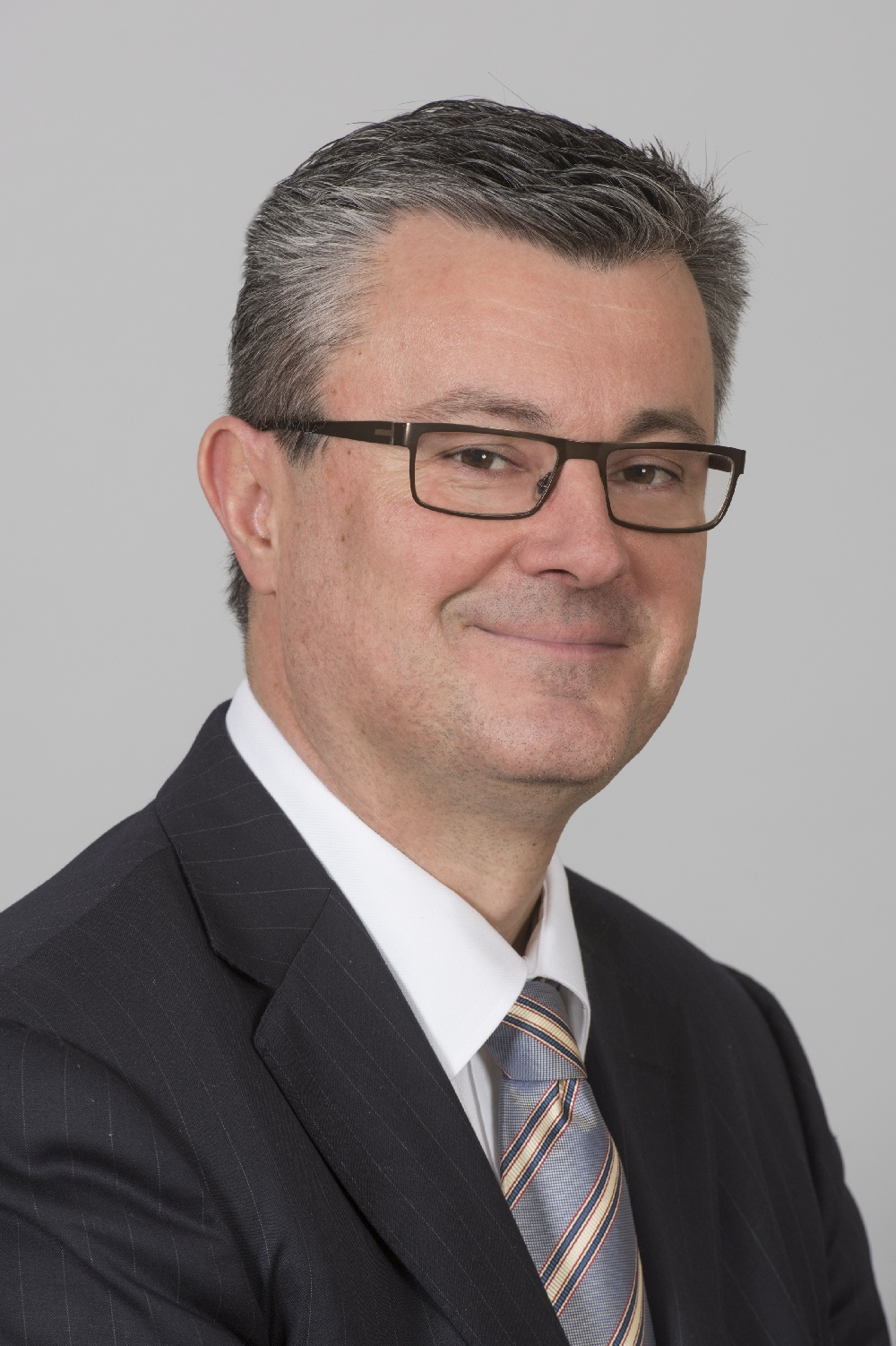

Tihomir Orešković (n. Zagreb, Croacia, 1 de enero de 1966) es un político y economista croata con nacionalidad canadiense.
Fue desde el día 22 de enero hasta el 19 de octubre de 2016, en sucesión de Zoran Milanović, Primer ministro de Croacia.